# Georg Ernst von Rüling
Georg Ernst von Rüling (* 4. Februar 1748 in Hannover; † 10. Februar 1807 in Celle) war ein deutscher Dichterjurist und Instanzrichter.

## Leben
Rüling war der Sohn des Juristen und hannoverschen Hofrats August Rüling (1718–1776) und seiner Ehefrau Sophie Christina Strube (1726–1769), Tochter des großbritannisch hannoverschen Vizekanzlers David Georg Strube (1694–1775).
Bereits zu Schulzeiten in Hannover gehörte er einem Freundeskreis gleichaltriger Kinder aus den ersten Familien des Kurfürstentums Hannover an, darunter auch der spätere preußische Staatskanzler Karl August von Hardenberg. Rülings Ordens- und Spitzname zu dieser Zeit war „Forete“. Er studierte von Ostern 1767 bis Ostern 1770 Rechtswissenschaften an der Universität Göttingen in diesem Freundeskreis, wie sich aus seinem Stammbuch aus dieser Zeit, das heute zum Bestand der Handschriftenabteilung der SUB Göttingen gehört, ersehen lässt. Nach dem Studium trat er in den Staatsdienst des Kurfürstentums Hannover ein. Er war Hof- und Kanzleirat in Hannover, später wurde er Oberappellationsgerichtsrat am kurhannoverschen Oberappellationsgericht Celle. Rüling wurde 1780 in den Reichsadelsstand erhoben. Das ihm verliehene Wappen ist quergeteilt und zeigt oben in Blau einen grünen Frosch, unten in Silber eine rote Rose. Die von ihm somit gestiftete Familie ist erloschen, es besteht keine Stammverwandtschaft zu den 1850ff nobilitierten von Rüling. Er war Illuminat.

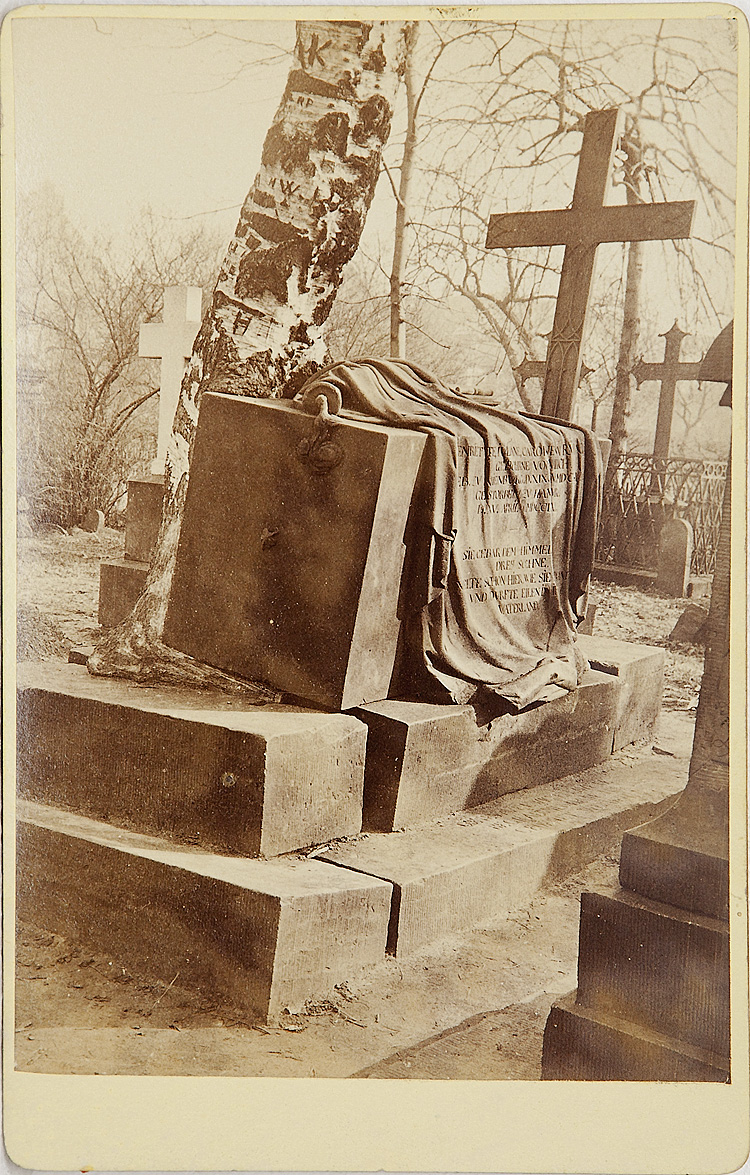
Frühe Fotografie des geöffneten Grabes (um 1880) ...

Rüling war zweimal verheiratet: in erster Ehe mit Henriette Juliane Caroline von Willich (1755–1782), der Tochter des Vizepräsidenten des Appellationsgerichts in Celle Georg Wilhelm von Willich, und in zweiter Ehe mit Charlotte Catharina Esther von Bibow (1765–1802). Das klassizistische Grabmal für seine jung an Schwindsucht gestorbene Frau Henriette wurde als das Geöffnete Grab im 19. Jahrhundert zu dem bekanntesten Grab auf dem Gartenfriedhof in Hannover, um das sich zahlreiche Legenden und Schauergeschichten rankten.
Einige der philanthropischen Gedichte und Lieder des Dichterjuristen Georg Ernst von Rüling erschienen im Göttinger Musenalmanach und wurden auch in Musik gesetzt. Dazu gehört das Volkslied Dich soll mein Lied erheben (1773), vertont von Johann Carl Gottfried Loewe.
Rüling korrespondierte unter anderem mit Friedrich Gottlieb Klopstock und Adolph Knigge.

## Schriften
- mit Johann Wolfgang von Goethe und Carl Emmanuel Reitzenstein: Vier Gedichte an Werther und Lotte, 1775.
- Auszüge einiger merkwürdigen Hexen-Prozesse aus der Mitte des 17ten Jahrhunderts im Fürstenthum Calenberg geführet, Göttingen 1786. (Digitalisat)
- Gedichte, Meyer, Lemgo 1787 (deutsch und französisch)
- Beitrag zur Geschichte der Menschheit des laufenden Jahrhunderts, in Rücksicht auf Verbrechen und Strafen, 1789.
- Einhundert und achtzehn Entscheidungen des Churhannöverschen Ober-Appellations-Gerichts zu Celle aus den neuesten Zeiten, Celle 1805. (Digitalisat)